# Mausolée romain de Cordoue
Le mausolée romain de Cordoue est une ancienne structure située dans les jardins de la Victoria, à Cordoue, en Andalousie, dans le sud de l'Espagne. C'est un monument funéraire en forme de cylindre qui correspond à un groupe de monuments funéraires de l'époque républicaine, construits au Ier siècle de notre ère. Il a été découvert en 1993 lors de fouilles archéologiques. 

## Description
Il comprend la chambre funéraire qui abritait l'urne, ainsi que les vestiges du sous-sol, des corniches et du parapet en créneau. Inhabituel pour de telles structures en Ibérie romaine, il a peut-être été conçu par un architecte italien, en raison de similitudes avec d'autres mausolées de Rome et du reste de l'Italie. Sa taille suggère également qu'il appartenait à une famille riche. 
Le mausolée est situé près de la route qui reliait la ville antique à Hispalis (aujourd'hui Séville) et sortait de la ville par la porte ouest, ou "Porte principale (Sinistra)" (Porte de Gallegos). Le site archéologique comprend également des vestiges du pavement de ce dernier. 